# Patna
Pour l’article homonyme, voir Patna (East Ayrshire).
Patna (en hindi : पटना, Paṭna) est la capitale de l'État du Bihar, dans le Nord-Est de l’Inde. La ville était auparavant connue sous les noms de Kusumpura, Pushpapura, Pāṭaliputra et Azeemabad. Sa population, en augmentation rapide, est de 2 352 000 habitants en 2018, alors qu'en 1991 elle était de 917 243 habitants.

## Histoire

### Antiquité
La littérature bouddhiste traditionnelle situe la fondation de Patna vers 490 av. J.-C., et l'attribue à Adjatachatrou, roi de Magadha, en quête d'un site plus facile à défendre que les collines de Rajagrha contre les raids du clan Licchavi de Vaisali. Son choix se serait porté sur une boucle du Gange, qu'il aurait fait fortifier. Au IIIe siècle av. J.-C., Patna était ainsi la capitale du royaume Magadha, alors appelée Pāṭalipoûtra. Pāṭalipoûtra a accueilli le Gautama Bouddha un peu avant sa mort. Il prophétisa à la ville un avenir radieux, tout en annonçant sa destruction par les flots, l'incendie et les guerres tribales ; mais selon Dieter Schlingloff, la magnificence de Patna chantée par ces écrits bouddhistes n’est qu’une prophétie, et ses fortifications de bois indiquent, contrairement aux autres cités antiques de l’Inde, qu’elle est sans doute beaucoup plus ancienne : seules des fouilles archéologiques et des datations au carbone 14 des pieux mis au jour permettront de le démontrer. Deux conciles bouddhistes ont eu lieu aussi dans cette ville.

### Dans l'empire Maurya

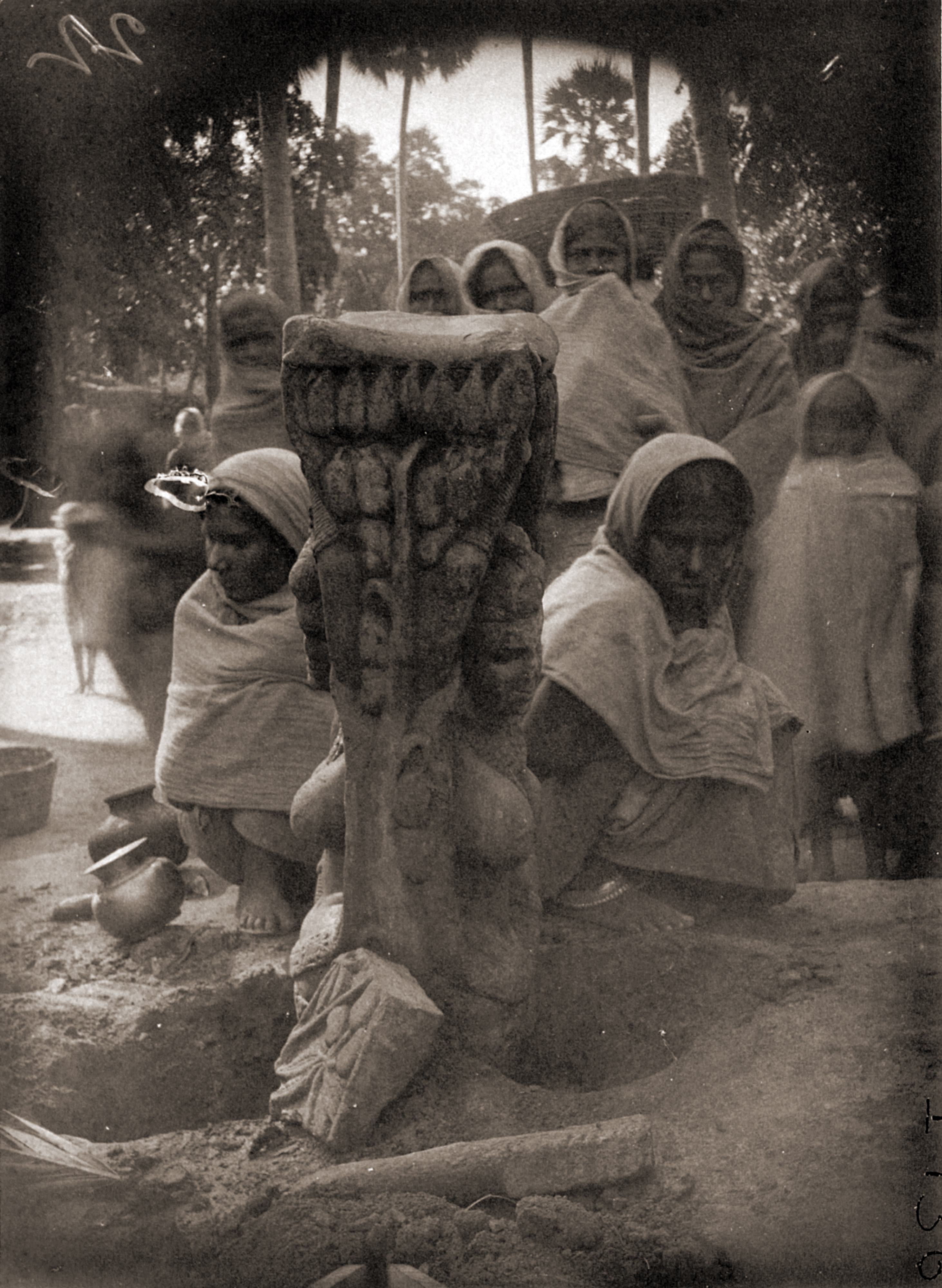
Groupe de Mâtrikâs dressé par Açoka, trouvée près d'Agam Kuan.

Mégasthène, ambassadeur et explorateur gréco-bactrien auprès de la cour de Chandragupta Maurya, est l'auteur d'une des plus anciennes descriptions de cette ville. Il fait de cette cité, sise à la confluence du Gange et de l’Arennovoas (Sonabhadra – Hiranyawah), la plus étendue de l'Inde, avec une longueur de 9 km une largeur de 1,75 km,. Les Shungas finirent par s'emparer de Patalipoûtra et y régnèrent pendant près d'un siècle. Puis la ville fut administrée par les Kanvas et finalement par les Guptas. Des voyageurs chinois venus en Inde pour s'y abreuver de sagesse ont décrit Pataliputra dans leurs récits de voyage : ainsi du journal du bouddhiste Faxian, qui visita l'Inde entre 399 et 414 apr. J. Chr., et y séjourna plusieurs mois pour retranscrire des textes bouddhistes. Il décrit une population riche et prospère, pratiquant la charité et la justice. Les nobles et les propriétaires avaient construit plusieurs hôpitaux où les pauvres, les étrangers, les mendiants, les infirmes et les incurables pouvaient trouver secours gratuitement, et se faire examiner par des médecins.

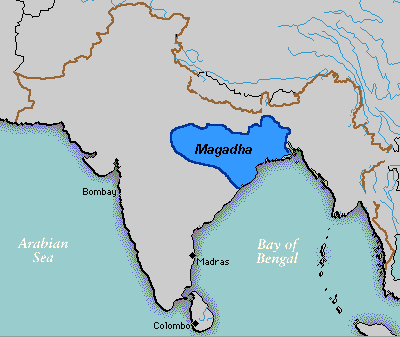
Patalipoûtra en tant que palais de l'Empire Magadha.
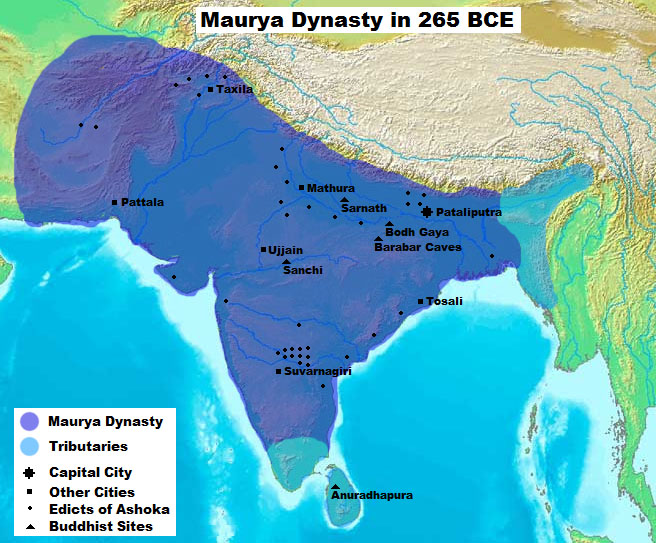
Patalipoûtra capitale de l'Empire Maurya. qui connut son expansion extrême sous le règne d'Açoka.
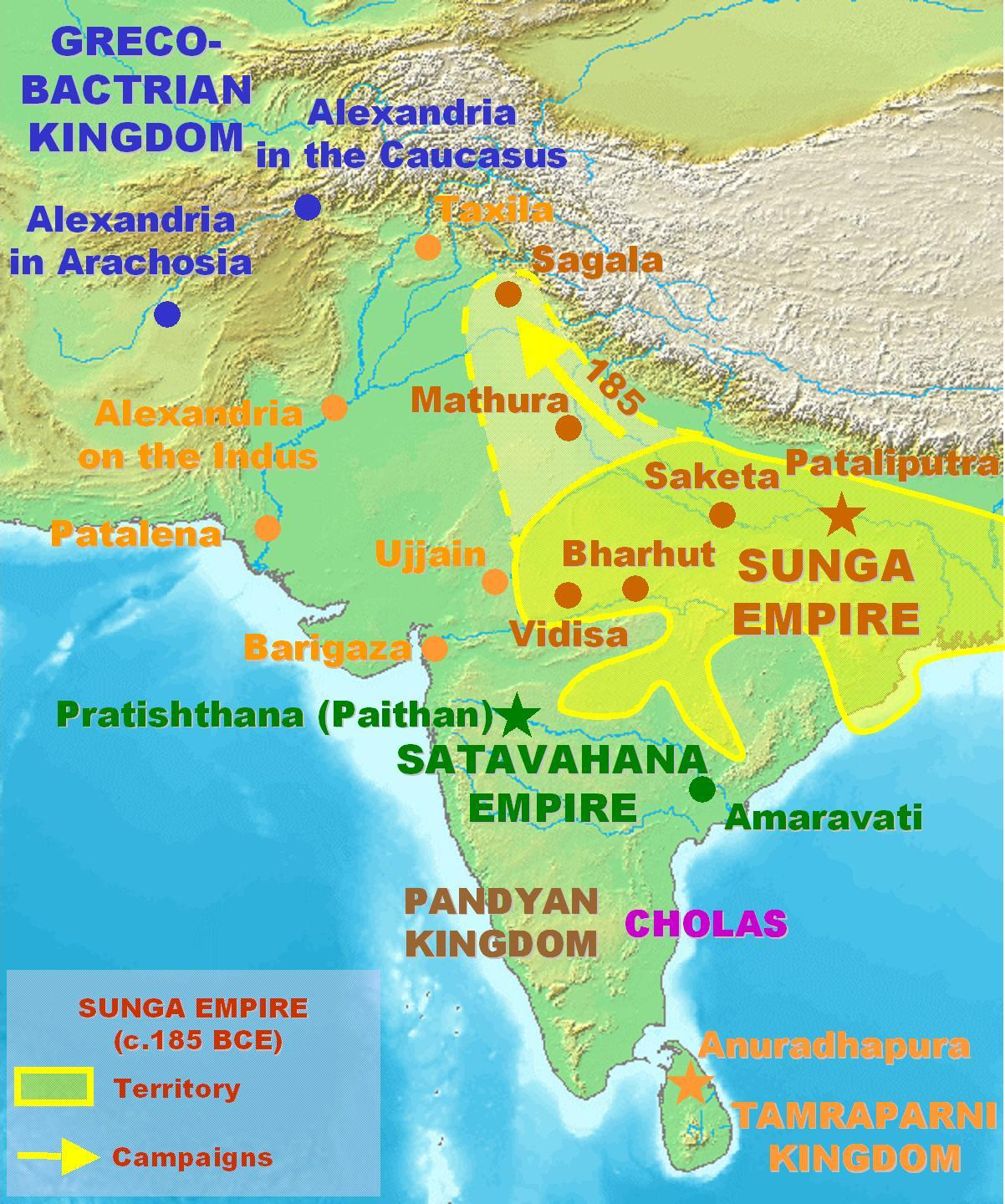
Patalipoûtra capitale de l'empire Shunga, alors à son expansion maximum (vers 185 av. J.-Chr.).
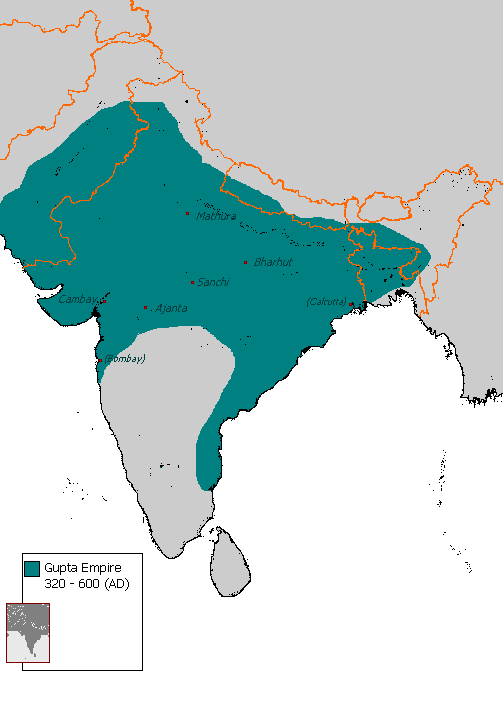
Patalipoûtra capitale de l’empire Gupta.

### Gupta et l'empire Pala

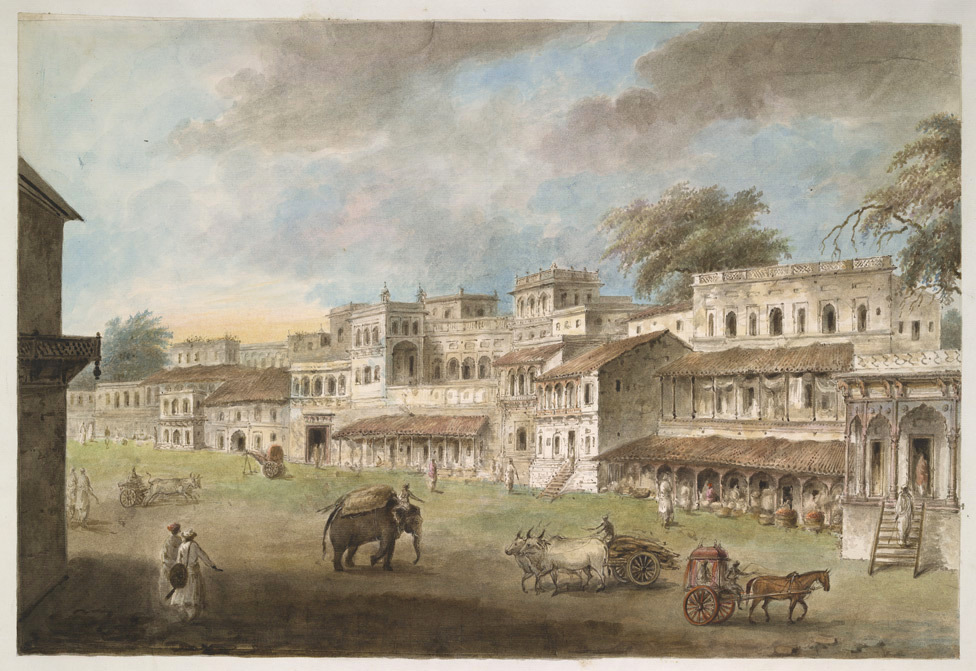
La grande rue de Patna, et une façade du Chowk (1814–15).

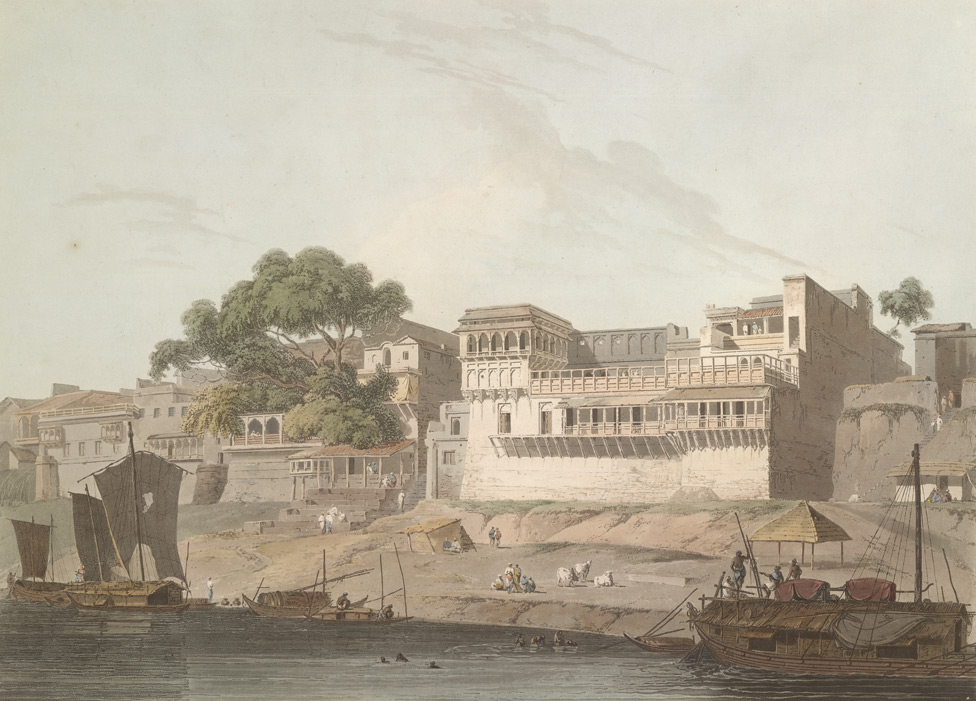
La ville de Patna sur le Gange (tableau du XIXe siècle).

Au cours des décennies suivantes, c'est depuis ce palais que diverses dynasties gouvernèrent le sous-continent indien, entre autres la dynastie Gupta et les rois Pala. Après la désintégration de l'Empire Gupta, Patna connut une période de troubles. Bakhtiar Khaldji s'empara du Bihar au XIIe siècle et mit à sac la région ; Patna perdit son rôle de foyer politique et culturel de l'Inde.

### Comptoir portugais
Par leur expansion commerciale, les Portugais multiplièrent leurs comptoirs jusqu'au Golfe du Bengale, atteint vers 1515. En 1521, une légation fut dépêchée à Gaur pour proposer l'implantation de manufactures dans la région. Puis en 1534 le sultan du Bengale autorisa les Portugais à implanter des comptoirs à Chitagoong et Satgaon. L'année suivante, les Portugais aidèrent le sultan à s'emparer de la passe de Teliagarhi, à 280 km de Patna, pour s'opposer à l'invasion des Mogols. L'approvisionnement étant assuré depuis Patna, les Portugais y envoyèrent des marchands, et mirent sur pied une manufacture vers 1580. Sa production était acheminée par le Hooghly jusqu'aux ports de Chittagoon et de Satgaoon, puis de là vers l'Europe.

### Dans l'Empire moghol

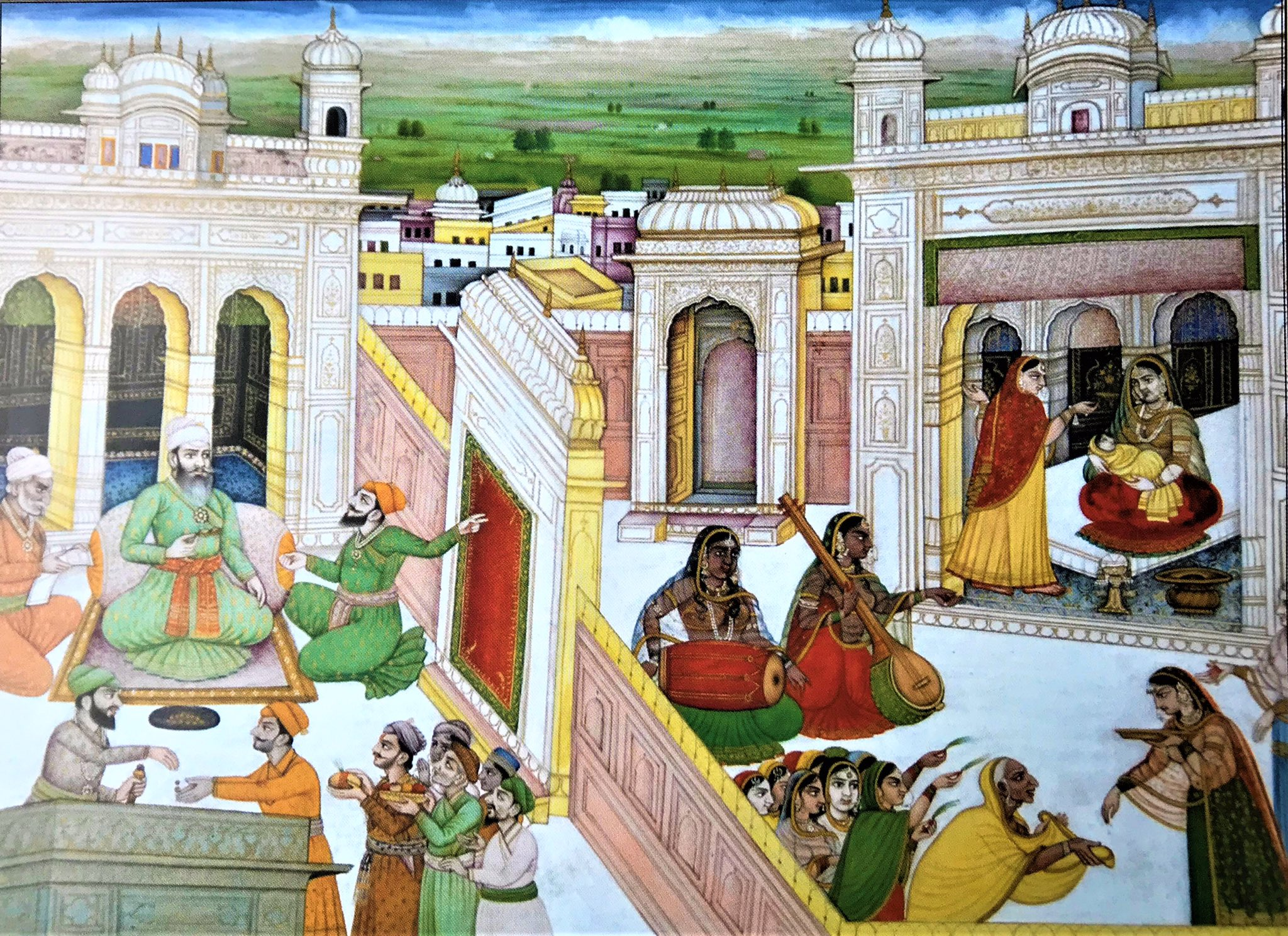
Le gourou Tegh Bahadur apprend à Dacca la naissance de son fils Gobind Rai, à Patna (tableau du XIXe siècle).

Sous l'Empire moghol, l'ancienne capitale, reléguée au rang de chef-lieu provincial, ne fut plus administrée que depuis Delhi. Elle ne se mit à refleurir que sous le règne de l'empereur afghan Sher Shah Suri, au XVIe siècle : il la fit fortifier et la dota d'un faubourg le long du Gange. La citadelle de Sher Shah a disparu depuis, mais sa mosquée, d’architecture afghane, est encore visible. Le moghol Akbar s'était avancé jusqu'à Patna en 1574 pour disposer du chef rebelle Daud Khan. L'historiographe persan Abul Fazl de la cour d'Akbar, auteur du Ain-i-Akbari, décrit Patna comme un centre actif dans la manufacture du papier, du verre et des pierreries. Il vante la qualité et la variété des riz qu'on y cultive. En 1620, Patna est décrite comme chiefest mart towne of all Bengala (c'est-à-dire la plus grande du Bengale), d'Inde septentrionale, « la plus grande ville du Bengale et la plus réputée pour son commerce » (c'était avant la fondation de Calcutta). En 1704, le Moghol Aurangzeb accéda à la demande de son petit-fils préféré, le prince Muhammad Azim, subedar de Patna, de renommer Patna « Azimabad ». Selon Phillip Mason (The Men Who Ruled India), Patna-Azimabad aurait été le théâtre de certaines atrocités à cette époque : « Aurangzeb venait de rétablir l'impôt foncier sur les infidèles (jazia), qui s'ajoutait à d'autres. À Patna, Peacock, le directeur de la manufacture, s'était rebellé. On s'empara de lui, le força à défiler à travers la ville pieds nus et tête nue, en proie aux quolibets de la population, jusqu'à ce qu'il verse une amende convenue. » Avec le déclin de l'empire Moghol, Patna fut reprise en main par les Nababs du Bengale qui, moyennant un impôt considérable, laissaient la ville commercer librement. Les palais du Maharadjah du Tekari dominait le front de rivière en 1811–12. En 1750, le futur nabab du Bengale, Siradj al-Dawla, se révolta contre son grand-père, Alivardi Khan, et s'empara de Patna, mais il fit peu après sa soumission et obtint son pardon. Guru Gobind Singh (né Gobind Raï, le 22 décembre 1666 – 7 octobre 1708), 10e gourou des Sikhs, est né à Patna. Il était le fils de Tegh Bahadur, 9e gourou des Sikhs, et de Mata Gujri. Sa ville natale, Patna Sahib, constitue depuis l'un des principaux sanctuaires pour les Sikhs.

### Dans l'Empire britannique
Au cours du XVIIe siècle, Patna était devenue un carrefour du commerce international. En 1620, l’East India Company avait aménagé une manufacture à Patna pour conditionner le calicot et la soie, et à ces spécialités s’ajouta bientôt un comptoir de salpêtre. Les Britanniques firent de Patna la principale ville productrice d’opium au XIXe siècle. François Bernier, dans ses Mémoires sur l’empire du grand Mogol (1656–1668), indique : « On l’acheminait par le Gange avec grande facilité, et les Hollandais comme les Anglais affrétaient de grands cargos vers différentes parties des Indes, et vers l’Europe. » Ce commerce lucratif incita d’autres nations d’Europe (Français, Danois et Portugais) à se mêler à ce trafic. Peter Mundy, en 1632, décrit Patna comme « Le plus grand marché de l'Orient. » Après la bataille de Buxar (1764) et le traité d'Allahabad qui en fut la conséquence, l’East India Company obtint du grand Moghol le privilège de collecter les impôts. Patna et toute la province du Bengale-Bihar fut finalement annexée par la compagnie en 1793 à la dissolution du fief moghol du Nizamat. Patna demeurait plus que jamais un carrefour coommercial. En 1912, lors de la partition de la Présidence du Bengale, Patna devint capitale de la province Britannique de Bihâr et l'Orissa ; mais depuis 1936, Orissa forma une administration distincte de la capitale. À ce jour, le plus grand nombre des Bengalis vit à Patna,.

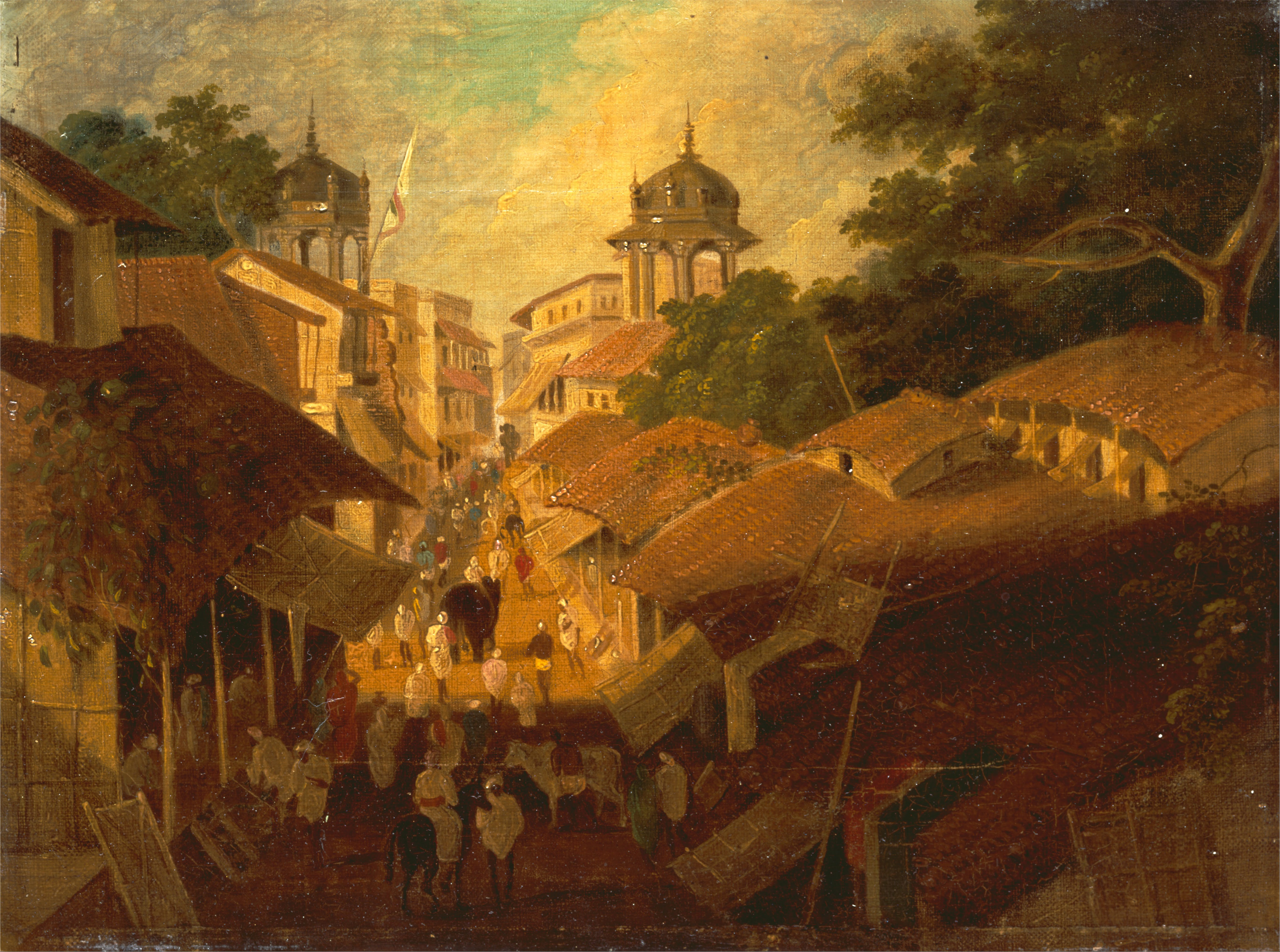
Une rue de Patna (1825).
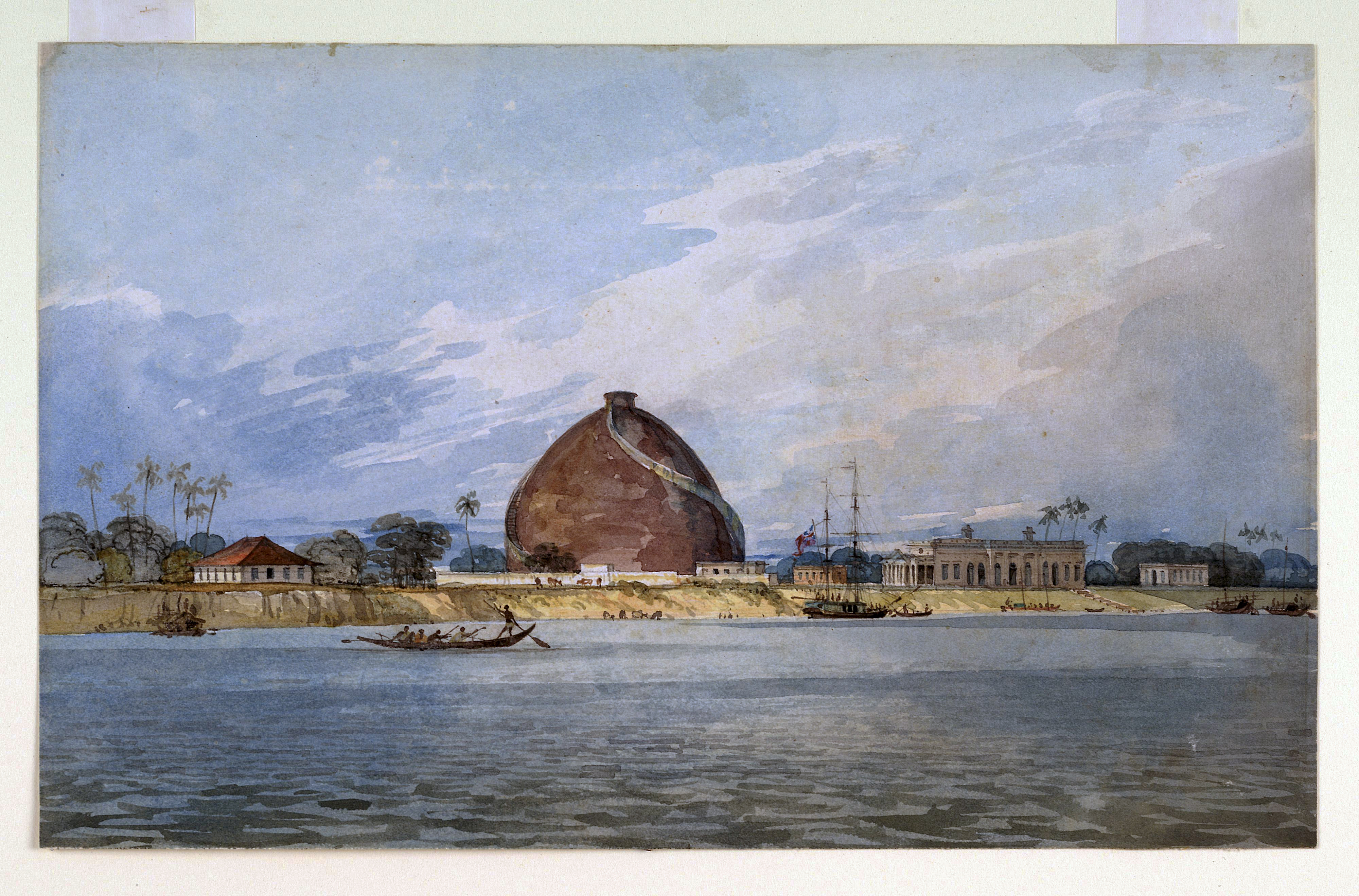
Le Golghar de Bankipore, dans les environs de Patna (1814–15).

### Depuis l'indépendance
La population de Patna s'est massivement engagée dans le Mouvement pour l'indépendance de l'Inde,. Les manifestations les plus actives furent celles du mouvement Champaran contre les plantations d'indigo (dès 1917) et de Quit India, à partir de 1942. Parmi les meneurs nationaux originaires de Patna, citons Swami Sahajanand Saraswati; le premier président de l’Assemblée constituante de l'Inde, le Dr. Rajendra Prasad; Bihar Vibhuti (Anugrah Narayan Sinha); Basawon Singh (Sinha) et Loknayak (Jayaprakash Narayan).
Patna est demeurée la capitale du Bihar, même après le redécoupage de cet état, lié à la sécession du Jharkhand en 2000. Le 27 Octobre 2013, six personnes ont été tuées et 85 autres blessées dans les attentants de 2013, lors de la tournée électorale du candidat du BJP, Narendra Modi. Le 3 Octobre 2014, 33 personnes ont été tuées et 26 autres blessées dans la panique de Gandhi Maidan qui suivit les fêtes religieuses de Vijaya Dashmi.

## Géographie physique
Patna s'étale dans la plaine méridionale du Gange. Les terres, de nature alluvionnaire, sont extrêmement fertiles.

### Climat

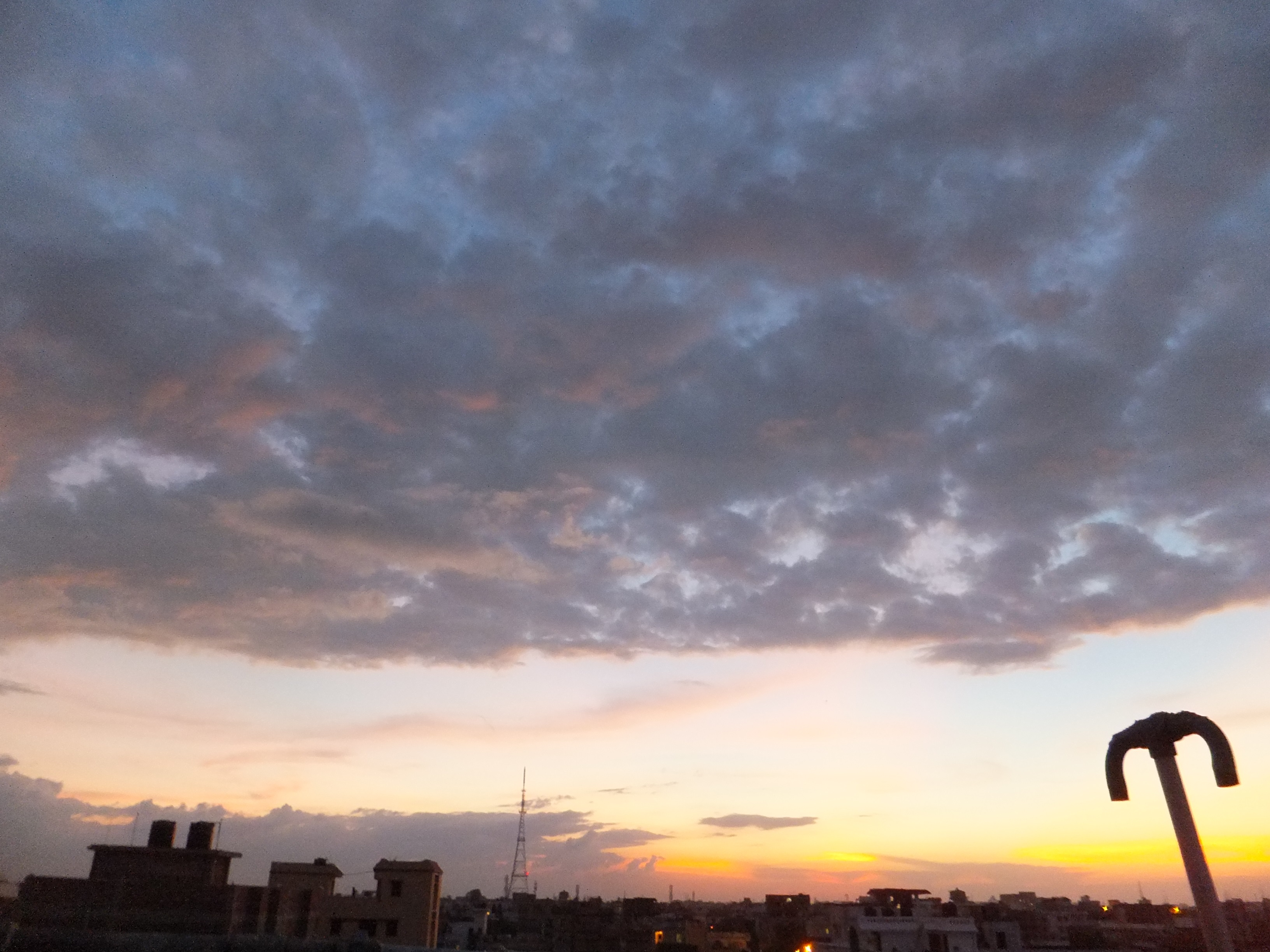
Nuages de mousson s'accumulant au-dessus de Priyadarshi Nagar, un faubourg résidentiel de Kankarbagh, à l'est de Patna.

Selon la classification de Köppen, Patna subit un climat subtropical humide (Cwa), caractérisé par des étés torrides de la fin mars à juin, une saison de mousson de la fin juin à la fin septembre, des nuits d'hivers fraîches et des journées tantôt brumeuses, tantôt ensoleillées de novembre à février. La plus forte température jamais enregistrée était 46,6 °C en 1966, la plus basse 1,1 °C le 9 janvier 2013, et le record de précipitation de 204,5 mm en 1997.
| Mois                                | jan.  | fév.  | mars  | avril | mai   | juin  | jui.  | août  | sep.  | oct.  | nov. | déc.  | année   |
| ----------------------------------- | ----- | ----- | ----- | ----- | ----- | ----- | ----- | ----- | ----- | ----- | ---- | ----- | ------- |
| Température minimale moyenne (°C)   | 9,3   | 12,1  | 16,7  | 22,1  | 25,1  | 26,7  | 26,3  | 26,3  | 25,5  | 21,5  | 15,1 | 10,5  | 19,8    |
| Température maximale moyenne (°C)   | 22,4  | 26    | 32,2  | 37    | 37,4  | 36,4  | 33    | 32,9  | 32,5  | 31,9  | 29   | 24,5  | 31,3    |
| Record de froid (°C)                | 1,1   | 3,4   | 8,2   | 13,3  | 17,7  | 19,3  | 21,1  | 20,5  | 19    | 12    | 7,7  | 2,2   | 1,1     |
| Record de chaleur (°C)              | 30    | 35,1  | 41,4  | 44,6  | 45,6  | 46,6  | 41,2  | 39,7  | 37,5  | 37,2  | 34,1 | 30,5  | 46,6    |
| Ensoleillement (h)                  | 207,7 | 228,8 | 260,4 | 264   | 272,8 | 192   | 130,2 | 151,9 | 162   | 238,7 | 240  | 201,5 | 2 250   |
| Précipitations (mm)                 | 11,1  | 14    | 9,5   | 12,7  | 43,7  | 162,5 | 354,4 | 277,8 | 197,7 | 49,1  | 7,2  | 6,1   | 1 145,8 |
| Nombre de jours avec précipitations | 1,2   | 1,3   | 0,7   | 1     | 2,9   | 6,9   | 14,3  | 12,5  | 9,5   | 2,9   | 0,5  | 0,6   | 54,2    |
| Humidité relative (%)               | 65    | 52    | 37    | 32    | 42    | 59    | 75    | 75    | 76    | 68    | 67   | 69    | 60      |

| Diagramme climatique                                  |          |             |            |              |               |             |               |               |              |           |             |
| J                                                     | F        | M           | A          | M            | J             | J           | A             | S             | O            | N         | D           |
| 22,49,311,1                                           | 2612,114 | 32,216,79,5 | 3722,112,7 | 37,425,143,7 | 36,426,7162,5 | 3326,3354,4 | 32,926,3277,8 | 32,525,5197,7 | 31,921,549,1 | 2915,17,2 | 24,510,56,1 |
| Moyennes : • Temp. maxi et mini °C • Précipitation mm |          |             |            |              |               |             |               |               |              |           |             |

## Géographie humaine

### Économie
Patna est depuis longtemps un centre commercial pour les produits agricoles. Ses principales productions sont les céréales, le sucre de canne, le sésame ainsi qu'une variété de riz à grain moyen, dit patna. La ville est pour ainsi dire entourée de raffineries de sucre ; c'est un des principaux centres d'affaires et une plate-forme des produits de luxe pour l'est de l'Inde. L'économie locale a bénéficié d'une croissance soutenue des biens de grande consommation, de l'économie verte et du secteur des services depuis 2005.

## Lieux et monuments
L’université de Patna a ouvert en 1917, ce qui en fait l'une des plus anciennes de l'Inde : à sa prise en main par le vice-chancelier J. G. Jennings, ce n'était qu'un centre de sélection et d'admission pour les universités britanniques. En 1919, le bureau de l'université (conseil de discipline et conseil d'enseignement) étaient créés. Le premier bâtiment, la Wheeler Senate House, a été construite en 1926 grâce à une donation du rajah Devaki Nandan Prasad de Munger. L'université conserva pendant 40 ans la tutelle sur tous les établissements d'enseignement supérieur de la région de Bihar, d'Orissa, et du royaume de Népal. Moins prestigieuse désormais que l'Université Tribhuvan de Katmandou ou que celle d'Utkal, à Bhubaneshwar, elle ne rayonne plus, depuis le 2 janvier 1952, que sur l'aire métropolitaine de Patna.

### Le Takht Patna Sahib
Pour les Sikhs, Patna revêt une certaine importance : un des cinq temples majeurs, de cette religion, un takht, siège dans la capitale du Bihar. Ce sanctuaire se dénomme Takht Patna Sahib ou Takht Har Mandir. Il est construit sur le lieu de naissance de leur dixième et dernier guru humain, Gurû Gobind Singh.

### Le Golghar
Un des plus anciens bâtiments est le Golghar (en), construit en forme de ruche en 1784 : ce silo construit par les Anglais pouvait contenir 137 000 tonnes de céréales. De son sommet, on peut avoir une vue sur toute la ville.

## Galerie

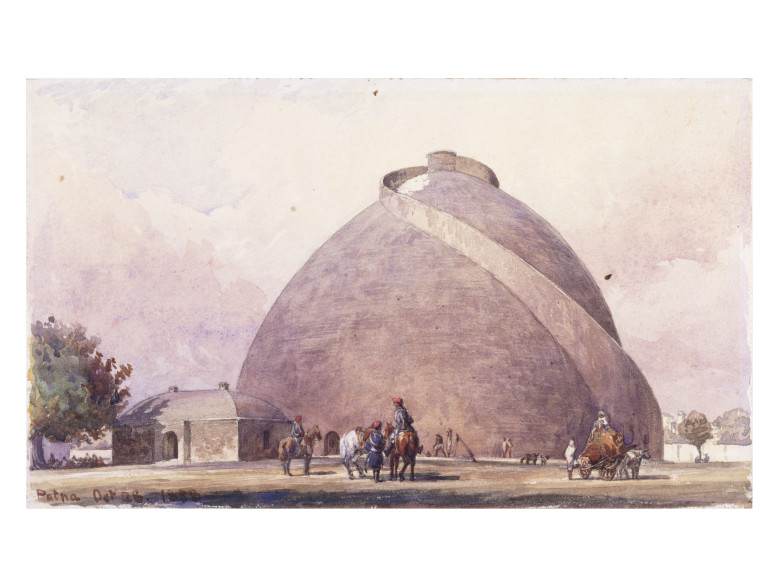
Le Golghar en 1888.
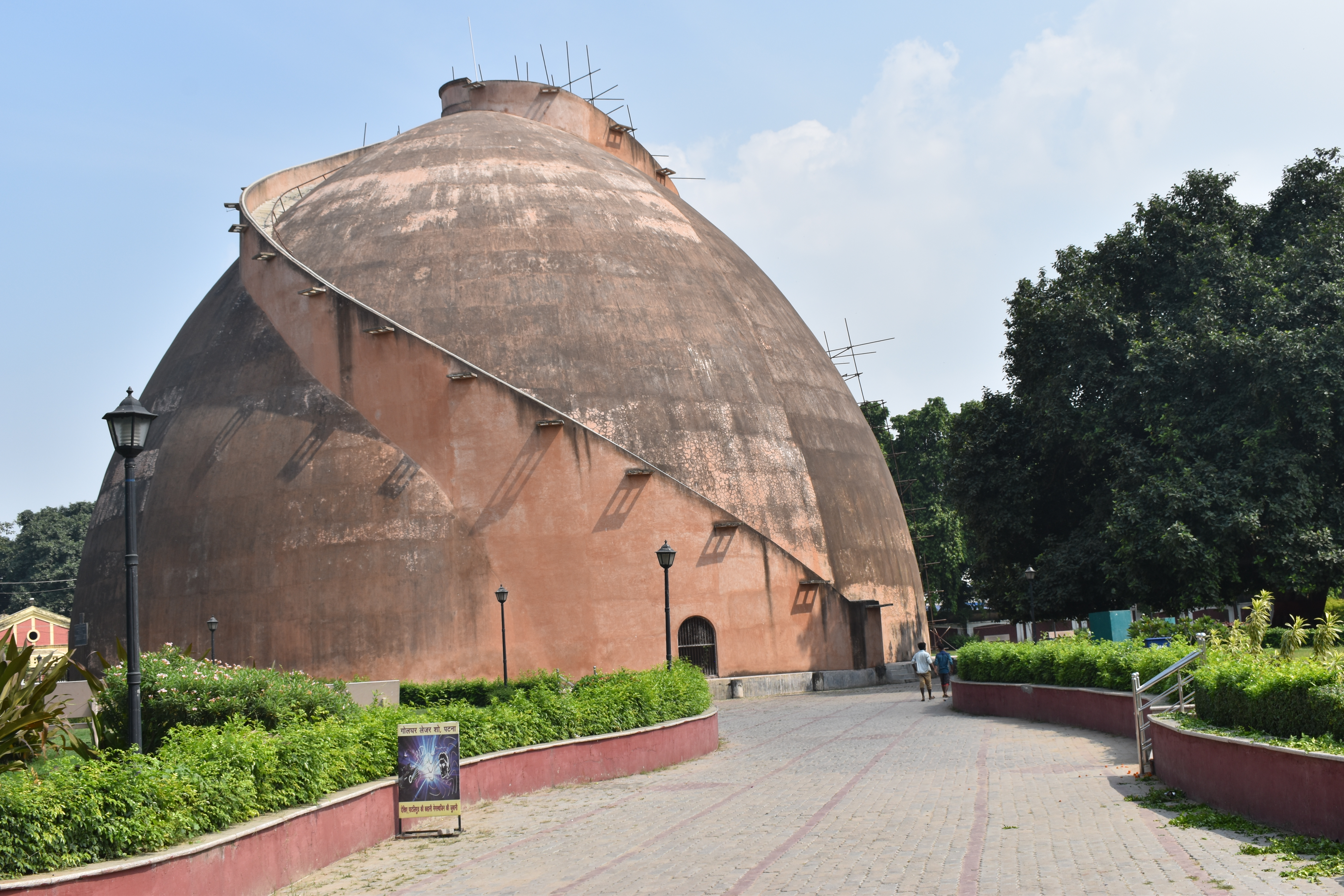
Le Golghar en 2018.
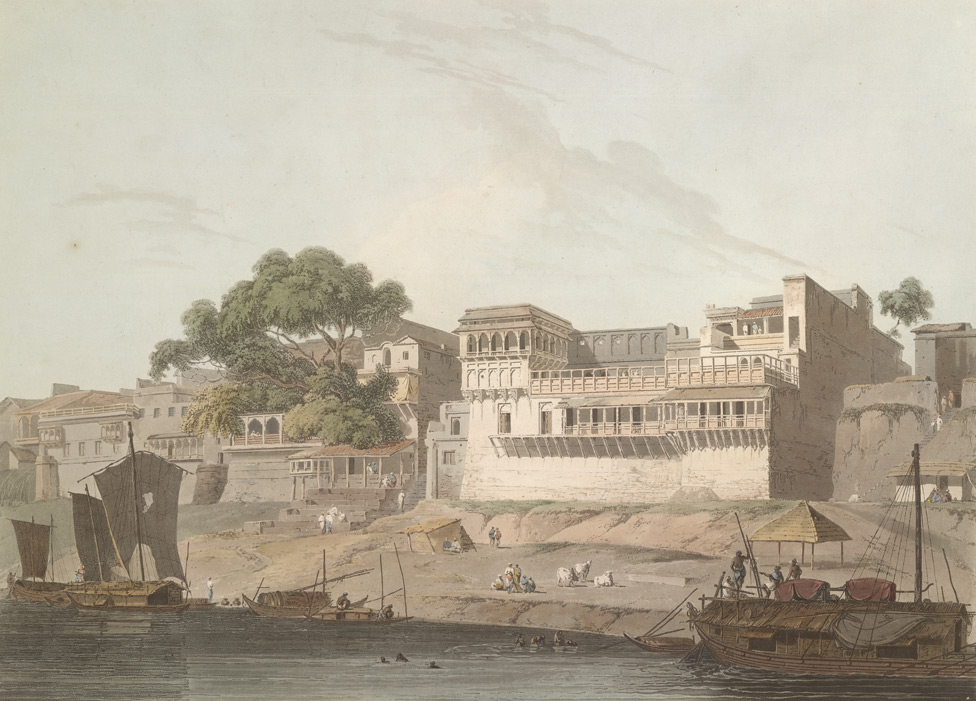
Le Gange à Patna au XIXe siècle.
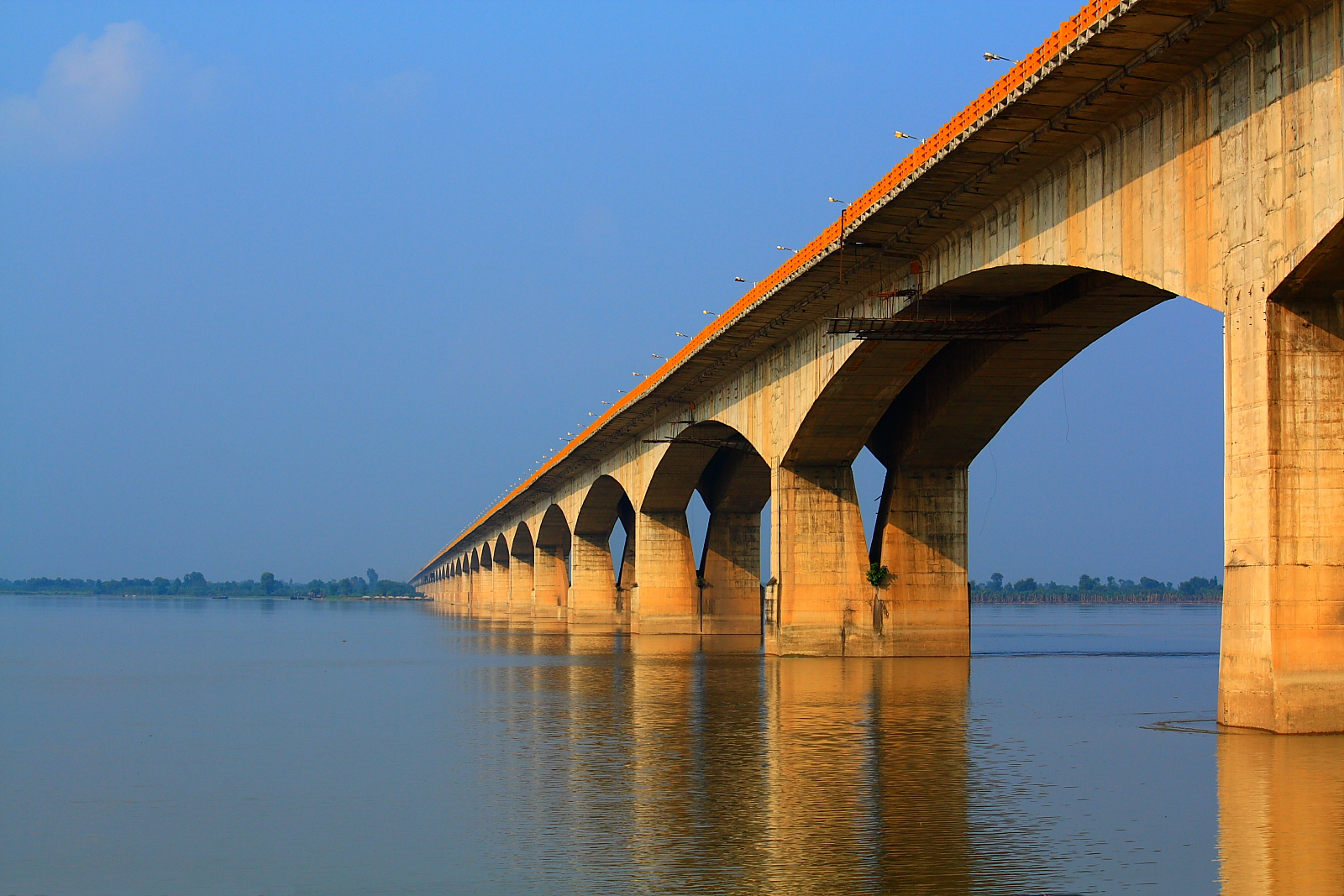
Mahatma Gandhi Setu, pont enjambant le Gange à Patna.